# Шалеєвщина
Шале́євщина (рос. Шалеевщина) — присілок у складі Котельницького району Кіровської області, Росія. Входить до складу Юбілейного сільського поселення.
Населення становить 221 особа (2010, 248 у 2002).
Національний склад станом на 2002 рік — росіяни 94 %.